# Літературно-меморіальний музей І. С. Нечуя-Левицького
Літературно-меморіальний музей І. С. Нечуя-Левицького — літературно-меморіальний музей, присвячений життю і творчості письменника-класика української літератури Івана Нечуя-Левицького у смт Стеблеві Корсунь-Шевченківського району Черкаської області; філіал Корсунь-Шевченківського державного історико-культурного заповідника.

## Загальні дані

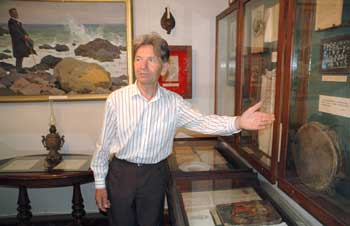
Музей Нечуя-Левицького

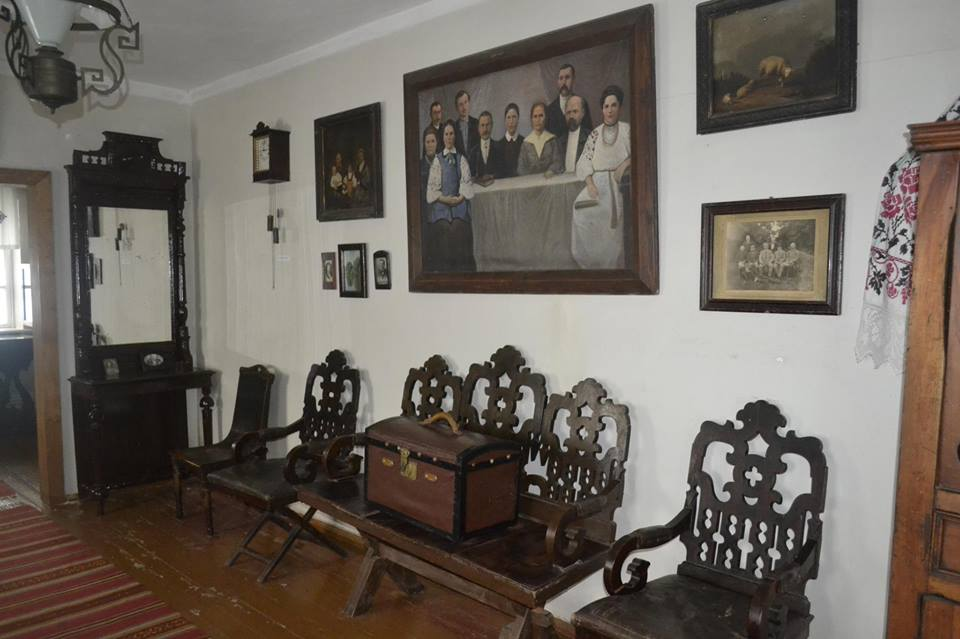
Музей Нечуя-Левицького

Літературно-меморіальний музей І. С. Нечуя-Левицького міститься у відновленій пам'ятці історії — будинку, в якому мешкала родина І. Нечуя-Левицького, і розташований за адресою:
вул. Партизанська, буд. 8, смт Стеблів (Корсунь-Шевченківський район, Черкаська область, Україна).
Загальна площа музейного закладу — 175 м². Крім власне музею, до меморіального комплексу відноситься так звані «іменні» скелі Нечуя Левицького та Адама Міцкевича: скелі «Бурлачка», «Сфінкс», які височать над плесом Росі, впорядковані могили батька і діда письменника — священиків Стефана і Симеона Левицьких. Поряд із приміщенням музею встановлено бронзове погруддя письменнику, а неподалік — пам'ятник Нимидорі, героїні повісті І. Нечуя-Левицького «Микола Джеря».
Музей працює щоденно з 9.30 до 16.30 (обідня перерва з 13.00 до 14.00). Заклад не працює на державні свята (1 та 7 січня, 8 березня, у дні Великодня та Трійці, 1 травня).
Завідувач музейним закладом — Хаврусь Сергій Левкович. — раптово помер 19 липня 2014 року, зараз продовжує музейну справу його син — Хаврусь Андрій Сергійович

## З історії музею
Музей, присвячений Івану Нечую-Левицькому в Стеблеві був заснований у 1960 році, і до 1967 року працював на громадських засадах.
Офіційний музейний заклад — Літературно-меморіальний музей І. С. Нечуя-Левицького у Стеблеві був створений згідно з Постановою Ради Міністрів України від 9 жовтня 1968 року.
Фундатором меморіального комплексу і палким прихильником Івана Нечуя-Левицького був незмінний завідувач закладу, краєзнавець і науковець Сергій Хаврусь.
Починаючи від 1994 року Літературно-меморіальний музей І. С. Нечуя-Левицького є філіалом Корсунь-Шевченківського державного історико-культурного заповідника.

## Експозиція
Експозиція Літературно-меморіального музею І. С. Нечуя-Левицького (загалом у фондах закладу близько 3 000 одиниць збереження) розповідає про життєвий шлях та письменницьку діяльність І. Нечуя-Левицького, вшанування його як класика української літератури.
Музей налічує 5 кімнат:
- І зал — побут, родинний уклад сім'ї Левицьких, речі побутового вжитку: настінний годинник, фотографії, картини, книги, сімейний альбом;
- ІІ, ІІІ зали — висвітлюють дитячі та юнацькі роки, початок педагогічної діяльності письменника;
- IV зал — відтворено робочий кабінет київської квартири І. С. Нечуя-Леицького;
- V зал (меморіальний) — присвячений вшануванню пам'яті Івана Семеновича Нечуя-Левицького.

У 4-й залі міститься цікавий експонат — кабінетний рояль фірми «Беккер», що був подарунком кумі письменника Надії Іванівні Сольській — жінці, якій симпатизував Іван Левицький, хоча їм і не судилося бути разом.

## Виноски
1. ↑  Каталог музеїв Черкаської області [Архівовано 2011-07-15 у Wayback Machine.] на www.museum-ukraine.org.ua (журнал «Музеї України») [Архівовано 2011-07-15 у Wayback Machine.]
2. ↑  Хаврусь С. Л. Музеї / д) музей літературно-меморіальний І. С. Нечуя-Левицького // Малий енциклопедичний словник Корсунщини. Том 2., Корсунь-Шевченківський, 2004, стор. 49
3. ↑  Державний літературно-меморіальний будинок-музей І. С. Нечуя-Левицького [Архівовано 4 березня 2016 у Wayback Machine.] на www.kraeznavstvo.at.ua («Педагогічне краєзнавство») [Архівовано 29 жовтня 2010 у Wayback Machine.]